# Орлов, Фёдор Александрович
Фёдор Александрович Орлов (1908, Пылково, Петровский уезд, Саратовская губерния — 1983) — управляющий отделением хлопкосовхоза «Пахта-Арал» Ильичёвского района Южно-Казахстанской области. Герой Социалистического Труда (1957). Сын Героя Социалистического Труда Александра Орлова.

## Биография
Родился в 1908 году в селе Пылково, Саратовская губерния (ныне Лопатинский район Пензенской области). В начале 30-х годов вместе со семьёй переехал в Киргизию, где работал с 1932 года инструктором во Фрунзенском обкома партии. С 1935 года по 1938 год служил в Красной Армии. После армии возвратился в Киргизию, продолжил свою деятельность на партийных должностях. Позднее переехал в Казахстан, где работал директором одной из МТС Чимкентской области. С 1942 года участвовал в Великой Отечественной войне. После демобилизации в 1944 году возвратился в Казахстан. Работал на партийных должностях в ряде районных комитетах Чимкентской области. С 1950 года работал управляющим отделением имени Коминтерна колхоза «Пахта-Арал» Чимкентской области.
В 1956 году площадь хлопчатника на отделении, которым заведовал Фёдор Орлов, достигал 1020 гектаров. В этом году отделение колхоза сдало государству в среднем по 40 центнеров хлопка-сырца с каждого гектара. Указом Президиума Верховного Совета СССР от 8 июня 1957 года удостоен звания Героя Социалистического Труда с вручением ордена Ленина и золотой медали «Серп и Молот» «за выдающиеся успехи, достигнутые в деле развития советского хлопководства, широкое применение достижений науки и передового опыта в возделывании хлопчатника и получение высоких урожаев хлопка-сырца».
Участвовал во всесоюзной выставке ВДНХ.
Умер в 1983 году.

## Награды
- Герой Социалистического Труда — указом Президиума Верховного Совета СССР от 8 июля 1957 года;
- Орден Ленина (1957);
- Три большие золотые, одна малая серебряная и четыре бронзовые медали ВДНХ.